# Cynorta vancleavi
Cynorta vancleavi is een hooiwagen uit de familie Cosmetidae.